# Pittem
Pittem är en kommun i Belgien.   Den ligger i provinsen Västflandern och regionen Flandern, i den västra delen av landet, 80 km väster om huvudstaden Bryssel. Antalet invånare är 6 663.
Trakten runt Pittem består till största delen av jordbruksmark. Runt Pittem är det tätbefolkat, med 427 invånare per kvadratkilometer.